# زوق مشالة (يهر)

تعديل مصدري - تعديل

زوق مشالة هي إحدى قرى عزلة يهر بمديرية يهر التابعة لمحافظة لحج، بلغ تعداد سكانها 46 نسمة حسب تعداد اليمن لعام 2004.